# Кифозови
Кифозовите (Kyphosidae) са семейство актиноптери от разред Бодлоперки (Perciformes).
Таксонът е описан за пръв път от Тиъдър Гил през 1893 година.

## Подсемейства
Подсемейство Girellinae
- Girella
- Graus

Подсемейство Kyphosinae
- Kyphosus

Подсемейство Microcanthinae
- Atypichthys
- Microcanthus
- Neatypus
- Tilodon

Подсемейство Scorpidinae
- Bathystethus
- Labracoglossa
- Medialuna
- Neoscorpis
- Scorpis